# Alzonne
Alzonne je francouzská obec v departementu Aude v regionu Languedoc-Roussillon. V roce 2009 zde žilo 1 303 obyvatel. Je centrem kantonu Alzonne.